# Montiers
Montiers ist eine französische Gemeinde mit 396 Einwohnern (Stand: 1. Januar 2022) im Département Oise in der Region Hauts-de-France (vor 2016 Picardie). Sie gehört zum Arrondissement Clermont, zur Communauté de communes du Plateau Picard und zum Kanton Estrées-Saint-Denis. Die Einwohner werden Montiérois genannt.

## Geographie
Die Gemeinde Montiers liegt etwa 22 Kilometer ostnordöstlich von Compiègne an der Quelle der Aronde. Umgeben wird Montiers von den Nachbargemeinden Saint-Martin-aux-Bois im Norden, Ménévillers im Nordosten, Wacquemoulin im Osten, La Neuville-Roy im Süden, Pronleroy im Südwesten sowie Léglantiers im Westen.

## Einwohner
| Jahr                       | 1962 | 1968 | 1975 | 1982 | 1990 | 1999 | 2010 | 2021 |
| -------------------------- | ---- | ---- | ---- | ---- | ---- | ---- | ---- | ---- |
| Einwohner                  | 276  | 292  | 236  | 240  | 353  | 399  | 407  | 402  |
| Quellen: Cassini und INSEE |      |      |      |      |      |      |      |      |

## Sehenswürdigkeiten
- Kirche Saint-Sulpice
- Kapelle Sainte-Madeleine-et-Saint-Nicolas